# Mine (canción de Kelly Clarkson)
"Mine" - en español "Mío"- es una canción de la artista estadounidense Kelly Clarkson, desprendido de su décimo álbum de estudio, Chemistry (2023). Acompañado por "Me", fue publicado el 14 de abril de 2023, por Atlantic Records como el sencillo líder doble lado A. Fue escrita por Clarkson, Eric Serna, Jesse Shatkin, y producido por Serna y Shatkin.

## Composición
"Mine" fue escrita por Clarkson, Eric Serna, y el frecuente colaborador de Clarkson Jesse Shatkin, con la producción a cargo de Serna y Shatkin. Clarkson escribió la canción después de su divorcio en 2020.

## Lanzamiento y promoción
"Mine" fue publicado como el lado A líder junto con "Me" por Atlantic Records el 14 de abril de 2023, Clarkson explicó la razón detrás del lanzamiento comentando, "decidimos lanzar 'Mine' y 'Me' al mismo tiempo porque no quería lanzar solo una canción para representar un álbum completo, o relación."

### Presentaciones en vivo
Clarkson debutó la canción en su programa de entrevistas el 18 de abril de 2023.

## Recepción crítica
Lindsay Zoladz de The New York Times calificó la canción de "morder", escribiendo que "efectivamente aprovecha la ira y el deseo de venganza". Jackie Manno de NBC Insider escribió, "la letra íntima sigue el proceso emocional de curación de Kelly Clarkson de una antigua conexión profunda. Los versos se entregan con instrumentación matizada y voces susurrantes. Luego, el coro alcanza un clímax intenso, y Clarkson proporciona algunas notas poderosas como lo hace mejor". Nmesoma Okechuku de Euphoria Magazine dijo: "Mine" es literalmente lo que obtienes cuando un corazón roto comienza a cantar".